# 129 (số)
129 (một trăm hai mươi chín) là một số tự nhiên ngay sau 128 và ngay trước 130.